# Oligoclada rhea
Oligoclada rhea är en trollsländeart som beskrevs av Friedrich Ris 1911. Oligoclada rhea ingår i släktet Oligoclada och familjen segeltrollsländor. Inga underarter finns listade i Catalogue of Life.